# Kalba

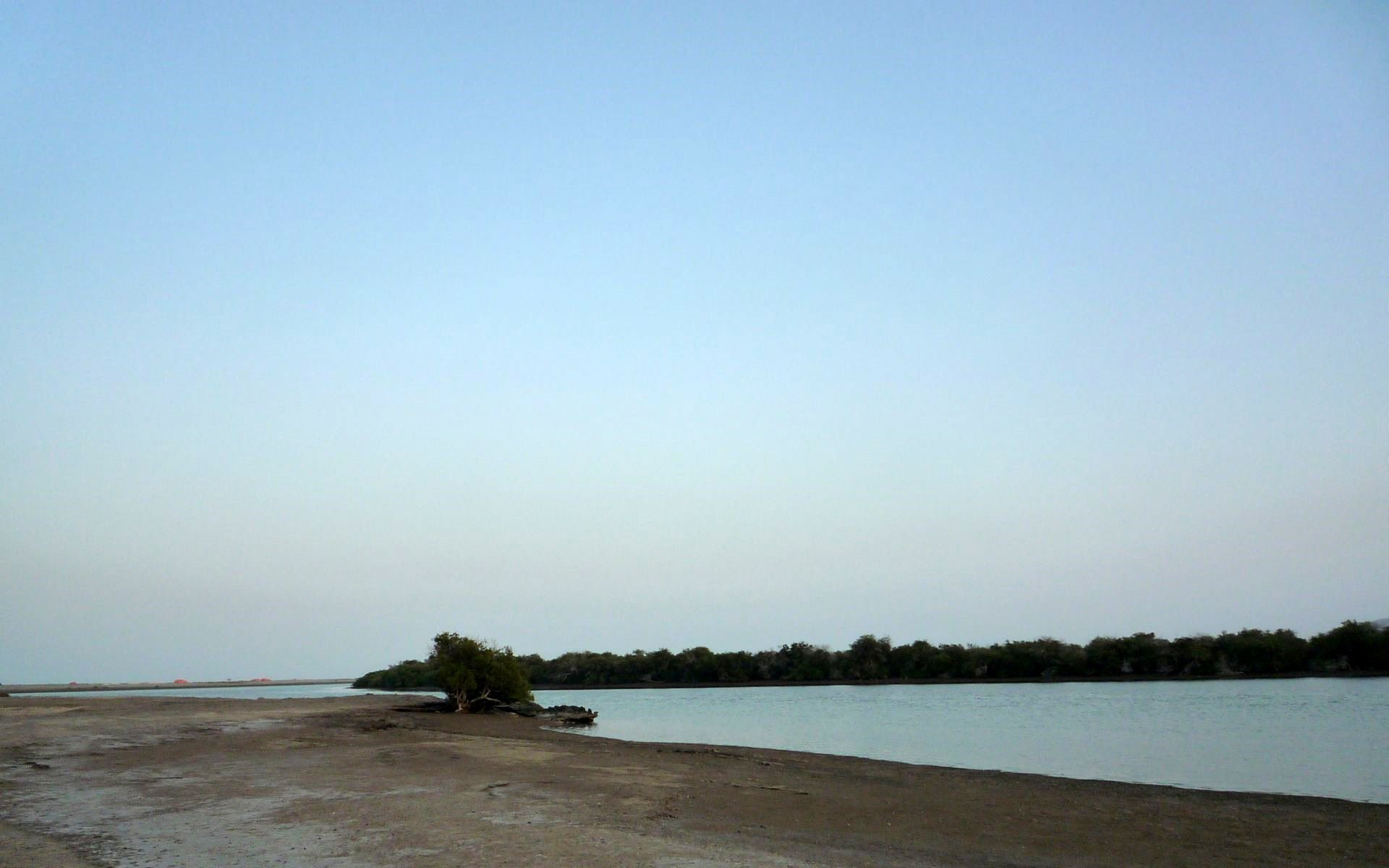
Mangrove van Kalba

Kalba (Arabisch: كلباء, Kalba) of Khwor Kalba is een van de drie oorspronkelijke sjeikdommen van het emiraat Sharjah. Kalba is van 1903 tot 1953 een zelfstandige staat geweest, en is in 1953 samen met de sjeikdommen Diba en Khor Fakkan opgegaan in het emiraat.
Inmiddels is de gelijknamige hoofdstad van het oude sjeikdom een snelgroeiende stad. De stad Kalba ligt aan de oostkust van de Verenigde Arabische Emiraten, ongeveer acht kilometer van de stad Fujairah. Kalba is beroemd om de mangrovebossen waarmee de stad wordt omringd, tevens zijn er vele forten te vinden en een warm-waterbron in Wadi Halu.

## Lijst van sjeiks van Kalba
- 1903 - 1937: Sheikh Said ibn Hamad al-Qasimi
- 1937 - 1951: Sheikh Hamad ibn Said al-Qasimi
- 1951 - 1952: Sheikh Saqr ibn Sultan al-Qasimi